# Cătunele
Cătunele è un comune della Romania di 2677 abitanti, ubicato nel distretto di Gorj, nella regione storica dell'Oltenia.
Il comune è formato dall'unione di 6 villaggi: Cătunele, Dealu Viilor, Lupoaia, Steic, Valea Mânăstirii, Valea Perilor.